# Лиакос, Пол
Пол Джу́лиан Лиа́кос (англ. Paul Julian Liacos; 20 ноября 1929, Пибоди, Массачусетс, США — 6 мая 1999, Бостон, Массачусетс, США) — американский юрист, председатель Верховного суда штата Массачусетс (1989—1996, первый грек на этом посту). За семь лет пребывания в этой должности приобрёл репутацию твёрдого либерала. Срок его полномочий был отмечен решениями по важным вопросам, таким как право на аборт, смертная казнь, расовые предрассудки, отбор присяжных, обыск и право на образование. В 1976—1989 годах являлся младшим судьёй Верховного суда штата Массачусетс. Ветеран Военно-воздушных сил США.

## Биография
Родился 20 ноября 1929 года в Пибоди (Массачусетс, США) в семье греков Джеймса и Пицы Лиакосов. Имел сестру Кэтрин, адвоката по профессии. Отец Пола иммигрировал в США из Греции ещё будучи подростком, при этом не имея при себе денег. Начиная работать на мельницах в Нью-Гэмпшире и кожевенных фабриках в Пибоди, он в итоге стал первым греком-адвокатом в Массачусетсе, чему предшествовало получение юридического образования на кожевенной фабрике.
В 1945 году, в возрасте 16 лет, окончил среднюю школу.
В 1950 году получил степень бакалавра права «с большим почётом» в Бостонском университете.
В 1952 году был принят в адвокатскую палату Массачусетса.
В 1953 году окончил юридический факультет Гарвардского университета со степенью магистра права.
В 1953—1956 годах служил в Судейско-адвокатском корпусе Военно-воздушных сил США в звании первого лейтенанта.
В 1956—1976 годах преподавал право в Бостонском университете. Имел учёное звание профессора.
На протяжении более двух десятилетий вёл юридическую практику в семейной фирме «Liacos & Liacos», сначала совместно со своим отцом, а затем с сестрой Кэтрин Лиакос, которая также стала известным юристом и была назначена губернатором штата Майклом Дукакисом в высший суд Массачусетса.
В 1976 году, являясь адъюнкт-профессором университета, был назначен Майклом Дукакисом в Верховный суд штата Массачусетс.
В 1989 году стал председателем Верховного суда штата Массачусетс.
В 1996 году ушёл в отставку за три года до увольнения по достижении предельного возраста нахождения на службе. В этом же году получил звание почётного доктора Бостонского университета.
В 1998 году стал членом Комиссии по этике штата Массачусетс.
Умер 6 мая 1999 года в Центральной больнице Массачусетса (Бостон) на 69 году жизни после непродолжительной болезни.

## Личная жизнь
С 1954 года был женат на Морин Дж. Маккин, в браке с которой имел дочь Диану и сыновей Джеймса, Марка и Грегори.